# San Javier (Spagna)
San Javier è un comune spagnolo di 31 432 abitanti situato nella comunità autonoma di Murcia. Si trova nella zona nord del Mar Menor (Mare Minore). I comuni adiacenti sono: Pilar de la Horadada, Murcia, San Pedro del Pinatar, Torre-Pacheco, Cartagena e Los Alcázares.
È una zona di spiaggia molto frequentata dal turismo, le spiagge si trovano tra Santiago de la Ribera e La Manga del Mar Menor.